# Anthony Koski
Anthony Peter „Tony“ Koski (* 26. Juni 1946) ist ein ehemaliger US-amerikanischer Basketballspieler. Der als Flügel- und Innenspieler für den MTV 1846 Gießen in der Basketball-Bundesliga auflaufende Koski erzielte für die Mittelhessen in 48 Spielen im Schnitt 17,4 Punkte.

## Laufbahn
Der 2,05 Meter große Koski spielte während seiner Universitätskarriere für das Leicester Junior College (wurde später mit dem Becker Junior College zusammengelegt) in Massachusetts und am Providence College (Rhode Island).
In der Saison 1968/69 stand Koski zunächst bei den New York Nets in der American Basketball Association (ABA) unter Vertrag. Nach fünf absolvierten Begegnungen wechselte er während der Saison zu den Hartford Capitols, die zunächst in der Liga EPBL, später in der EBA antraten.
Zur Saison 1972/73 wurde Koski vom deutschen Bundesligisten MTV 1846 Gießen verpflichtet und wurde der erste Berufsbasketballspieler, der bei dem Verein unter Vertrag stand. Er erreichte mit den Mittelhessen in seiner ersten Saison die Vizemeisterschaft (und erzielte 18,2 Punkte pro Partie) sowie den Sieg im DBB-Pokal. 1973/74 schied er mit Gießen im Halbfinale um die deutsche Meisterschaft gegen den späteren Titelgewinner SSV Hagen aus. Nach zwei Jahren verließ Koski den MTV zunächst. Ab 1974 spielte er für die französische Mannschaft Nice BC. Mit Nice nahm er 1977/78 am Europapokal Korać-Cup teil und zeigte teilweise hervorragende Angriffsleistungen (jeweils 38 Punkte gegen Hapoel Gvat-Yagur und KK Partizan Belgrad). Während der Saison 1978/79 spielte er kurzzeitig erneut für Gießen.